# Kołbiel (village)
Pour les articles homonymes, voir Kołbiel.
Kołbiel (prononciation : [ˈkɔu̯bjɛl]) est un village polonais de la gmina de Kołbiel dans le powiat d'Otwock de la voïvodie de Mazovie dans le centre-est de la Pologne.
Le village est le siège administratif (chef-lieu) de la gmina appelée gmina de Kołbiel.
Il se situe à environ 16 kilomètres à l'est d'Otwock (siège du powiat) et à 37 kilomètres au sud-est de Varsovie (capitale de la Pologne).
Le village compte approximativement une population de 1 890 habitants en 2010.

## Histoire
De 1975 à 1998, le village appartenait administrativement à la voïvodie de Siedlce.